# Município de Jefferson (condado de Brown, Ohio)
O município de Jefferson (em inglês: Jefferson Township) é um município localizado no condado de Brown no estado estadounidense de Ohio. No ano de 2010 tinha uma população de 1.433 habitantes e uma densidade populacional de 23,58 pessoas por km².

## Geografia
O município de Jefferson encontra-se localizado nas coordenadas 38° 50′ 43″ N, 83° 48′ 13″ O. Segundo a Departamento do Censo dos Estados Unidos, o município tem uma superfície total de 60.78 km², da qual 60,74 km² correspondem a terra firme e (0,06 %) 0,03 km² é água.

## Demografia
Segundo o censo de 2010, tinha 1.433 habitantes residindo no município de Jefferson. A densidade populacional era de 23,58 hab./km². Dos 1.433 habitantes, o município de Jefferson estava composto pelo 98,46 % brancos, o 0,56 % eram afroamericanos e o 0,98 % eram de uma mistura de raças. Do total da população o 0,21 % eram hispanos ou latinos de qualquer raça.